# Musa (rivière)
Pour les articles homonymes, voir Musa.
La Musa (en letton :  Mūsa) est une rivière dans le nord de la Lituanie et le sud de la Lettonie (région de Zemgale), ayant son confluent avec la rivière Nemunėlis (en letton : Mēmele), en Lettonie, près de la ville de Bauska. Musa est un affluent de la rivière Lielupe. La Musa a une longueur totale de 164 km (146 km en Lituanie, et 18 km en Lettonie).